# Palazzo a Prato (Trento)
Palazzo a Prato era un palazzo cinquecentesco situato nella città di Trento; in gran parte distrutto da un incendio nel 1845, è stato definitivamente demolito nei primi decenni del Novecento, incorporando alcuni elementi nel Palazzo delle Poste.

## Storia

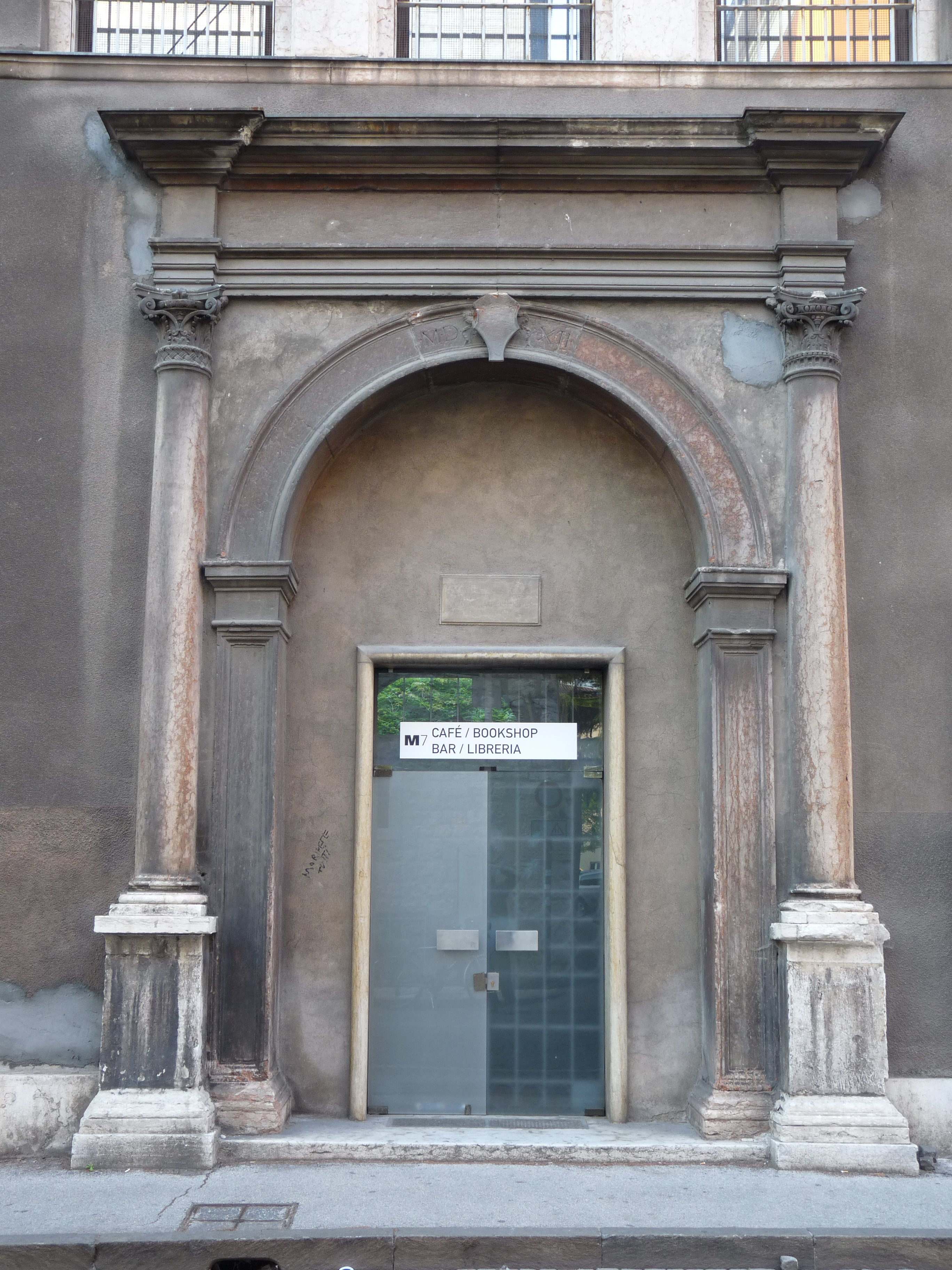
Il portale della facciata meridionale di palazzo a Prato, su via Santissima Trinità, ora incorporato nel Palazzo delle Poste

Il palazzo venne costruito dalla famiglia a Prato agli inizi del Cinquecento, su spinta del principe vescovo di Trento Bernardo Clesio, che voleva dare più lustro alla città; l'edificio sorse nel neonato quartiere della "contrada Duomo", assieme ad altri edifici, fra cui i palazzi Roccabruna, Sardagna e Calepini.
Con l'avvio del concilio di Trento, palazzo a Prato fu una delle sedi designate ad ospitare i partecipanti; tra marzo e maggio del 1545 vi giunsero i legati pontifici Marcello Cervini, Giovanni Maria del Monte e Reginald Pole, che vi soggiornarono fino al trasferimento del concilio a Bologna a marzo 1547; nella seconda fase del concilio (1551-52), vi abitarono i vescovi Sebastiano Pighini e Luigi Lippomano, legati del cardinal Crescenzi, e alla riapertura dei lavori nel 1562, vi vennero ospitati i cardinali Marco Sittico d'Altemps e Carlo di Guisa, nonché parte del seguito del marchese di Pescara. Nel palazzo, che nel frattempo era passato di mano dagli a Prato ai Madruzzo, vennero inoltre organizzati incontri e riunioni tra vari partecipanti al concilio.
Nei secoli successivi non vi sono notizie di rilievo riguardo al palazzo, ed entro gli anni 1820 doveva trovarsi in condizioni non ottimali: nel 1825 venne valutata la possibilità di trasformarlo in residenza vescovile, per sostituire il castello del Buonconsiglio, adibito a sede del comando militare austriaco, ma l'ipotesi venne accantonata per via degli alti costi di ristrutturazione. Dal 1830, l'edificio divenne invece sede di una raffineria di zucchero, il che provocò proteste da parte dei residenti del quartiere, preoccupati dall'inquinamento e dalle esalazioni del nero d'osso e del sangue di bue.
Nelle prime ore del 15 dicembre 1845, dopo che si erano appena chiusi tre giorni di festeggiamenti in onore del terzo centenario dell'apertura del concilio, il palazzo a Prato prese fuoco; le fiamme partirono da una stanza all'ultimo piano, sul lato nord, dove una grande stufa era accesa per far asciugare lo zucchero: l'incendio si propagò violentemente, grazie sia alla struttura del palazzo (con molti elementi in legno), sia alle altre stufe accese e ai materiali infiammabili legati all'attività dello zuccherificio. Le fiamme vennero domate solo in tempo per salvare la parte meridionale dell'edificio, quella affacciata su via Santissima Trinità. Dopo l'incidente, l'attività della raffineria di zucchero venne trasferita fuori città, e la parte di palazzo restante venne ristrutturata e adibita prima a biblioteca comunale, poi a scuola magistrale. Nel 1880, sull'area rimasta libera lungo via Calepina, sorse il palazzo delle Poste austroungarico, su progetto di Friedrich Setz. 
Tra il 1929 e il 1934 venne poi edificato il nuovo Palazzo delle Poste di Trento, su progetto di Angiolo Mazzoni: esso andò a sostituire sia il palazzo postale austroungarico ottocentesco, sia il pezzo restante di palazzo a Prato, mantenendo però di entrambi le strutture portanti.

## Descrizione
L'aspetto del palazzo ci è noto grazie ai rilievi effettuati nel 1824: il terreno su cui sorgeva si affacciava a nord su via Calepina, ad ovest su vicolo Rosso (oggi via Roccabruna), e a sud su via Santissima Trinità, mentre ad est era addossato alle case capitolari; la metà occidentale del terreno, circondata da un muro di cinta, era adibita a giardino, realizzato con siepi disposte a motivi geometrici e una fontana al centro. 
Il palazzo era costituito sostanzialmente da due corpi di fabbrica adiacenti, uno a due piani, l'altro a tre, con il piano terra tagliato in quattro da due colonnati incrociati. La parte più alta del palazzo era quella settentrionale, con la facciata su via Calepina, caratterizzata sull'angolo destro da un erker al primo piano, e da un loggia con colonnato in pietra al secondo, e con un maestoso portale d'ingressso sormontato da statue e dallo stemma nobiliare degli a Prato. La facciata opposta, su via Santissima Trinità, era meno imponente, con una quadrifora sopra al portale (gemello di quello del lato nord, ma senza le statue e lo stemma). L'ingresso sul giardino era decentrato verso sud, e sovrastato da un'ampia loggia-terrazza.
Del palazzo sono sopravvissuti il portale meridionale, alcune colonne e una trifora, tutti incorporati nel moderno Palazzo delle Poste; dopo l'incendio venne recuperato anche un camino in pietra, spostato nel 1861 all'interno di Castel Thun.